# Taganroški zaljev
Taganroški zaljev (rus. Таганрогский залив; ukr. Таганрозька затока) je sjeveroistočni rukavac Azovskog mora. Također se može gledati kao potopljeni estuarij rijeke Don.

## Geografija
Zaljev služi kao prirodna granica između kubanske obale u Rusiji i sjevernog Azovskog primorja u Ukrajini i Rusiji.
Na njegovom sjeveroistočnom kraju je ušće rijeke Don. Dužina mu je 140 km, a širina na ušću 31 km. Srednja dubina je oko 5 metara. U hladnijim zimama se može smrznuti od prosinca do ožujka.
Tri druge rijeke, Kaljmius, Mius i Jeja, ulijevaju se u zaljev. Dotok vode u zaljev glavni je čimbenik razvoja struja Azovskog mora.

### Reljefni oblici
Dolgajska prevlaka označava rub zaljeva s južne strane, a Bilosarajska prevlaka sa sjeverne. Obiluje pješčanim sprudovima koji dijelom zatvaraju plitke uvale. Zaljev sadrži pješčane otoke. Ostale važniji pješčani sprudovi su Kriva prevlaka, Bihlička prevlaka i Ejska prevlaka.
Glavne luke su Taganrog, Mariupolj (Ukrajina) i Jejsk. Rostov na Donu je nekoliko milja uz rijeku Don.

### Voda
Koncentracija slane vode u Zaljevu je neujednačena. Voda u istočnom i plićem dijelu zaljeva, koji dobiva vodu iz rijeke Don, uglavnom je desalinizirana. Salinitet zapadnog kraja zaljeva je isti kao i u ostatku Azovskog mora.
Osim Dona, zaljev prima vode Kaljmiusa, Miusa (sa Miuškim limanom, i rijeke Jeje.